# ویلدر (مینه‌سوتا)
ویلدر، مینه‌سوتا (به انگلیسی: Wilder, Minnesota) یک شهر در ایالات متحده آمریکا است که در شهرستان جکسون واقع شده است.

## خصوصیات
ویلدر ۲٫۱۰ کیلومترمربع مساحت و ۶۰ نفر جمعیت دارد و ۴۵۰ متر بالاتر از سطح دریا واقع شده است.